# Blåhalsad jakamar
Blåhalsad jakamar (Galbula cyanicollis) är en fågel i familjen jakamarer inom ordningen jakamar- och trögfåglar.

## Utbredning och systematik
Fågeln förekommer i det fuktiga låglandet i nordöstra Peru och Brasilien söder om Amazonfloden. Den behandlas som monotypisk, det vill säga att den inte delas in i några underarter.

## Status
IUCN kategoriserar arten som livskraftig.